# Tradescantia humilis
Tradescantia humilis är en himmelsblomsväxtart som beskrevs av Joseph Nelson Rose. Tradescantia humilis ingår i släktet båtblommor, och familjen himmelsblomsväxter. Inga underarter finns listade.